# Heteronyx moluccanus
Heteronyx moluccanus är en skalbaggsart som beskrevs av Moser 1920. Heteronyx moluccanus ingår i släktet Heteronyx och familjen Melolonthidae. Inga underarter finns listade i Catalogue of Life.